# TanSat
TanSat, также известный как CarbonSat — первый китайский спутник для измерения и мониторинга уровня CO2 в атмосфере Земли. Данные, полученные спутником, помогут лучше понять глобальное распределение углекислого газа в атмосфере, изменение его уровня со временем и влияние его на мировой климат.
Проект был предложен в 2011 году, финансирование проводило Министерство науки и технологий КНР. Космическая платформа для спутника спроектирована и построена Шанхайским институтом микросистем и информационных технологий, полезную нагрузку обеспечил Чанчуньский политехнический университет при общем руководстве Китайской академии наук. Два британских университета, Университет Лестера и Эдинбургский университет, принимают участие в проекте в ранге международных партнёров.
Масса аппарата около 500 кг. Размеры составляют 150 × 180 × 200 см в сложенном состоянии, размах двух крыльев солнечных панелей — 7,4 м. Мощность спутника — 1790 Вт. Для орбитальных корректировок используются 4 гидразиновых двигателя с тягой 1 Н. Ожидаемый срок службы — более 3 лет.
Полезная нагрузка представлена двумя инструментами:
- CarbonSpec — инфракрасный спектрометр, измеряющий концентрацию углекислого газа в атмосфере по уровню его поглощения в ближнем инфракрасном диапазоне. Пространственное разрешение прибора достигает 1-2 км и захватывает полосу наблюдения в 20 км;
- CAPI (Cloud and Aerosol Polarimetry Imager) — поляриметрический спектрометр с широкой полосой захвата (400 км) и высоким разрешением (500 м) будет проводить измерение аэрозолей в атмосфере, с целью компенсировать погрешность первого инструмента, вызываемую облаками. Совмещённые данные обоих приборов позволят проводить измерения концентрации углекислого газа с точностью до 1-4 ppm.

TanSat будет работать на солнечно-синхронной орбите высотой 700 км, с наклонением 98,2° и интервалом повторения орбиты в 16 суток. Для получения данных со спутника будет использоваться наземный сегмент метеорологической спутниковой группировки Фэнъюнь.
Запущен ракетой-носителем «Чанчжэн-2D» с космодрома Цзюцюань 19 декабря 2016 года в 19:22 UTC.